# Félicien de Musti
Pour les articles homonymes, voir Félicien.

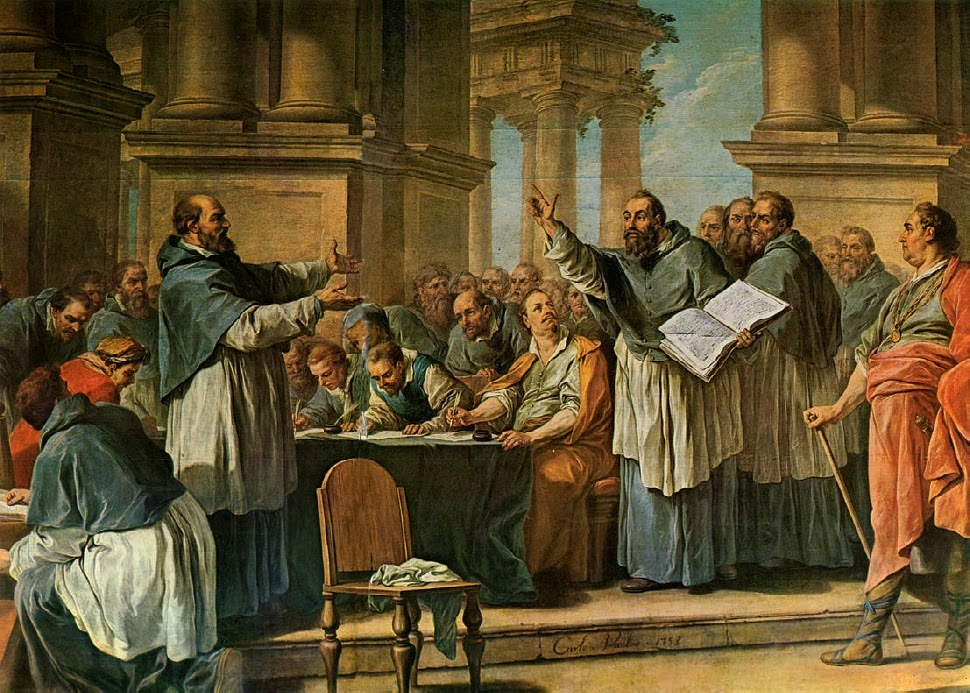
Saint Augustin débattant avec les Donatistes

Félicien de Musti (également connu sous les noms de Félicianus ou Félix) est un évêque de Musti en Numidie, en Afrique du Nord romaine, impliqué dans la controverse donatiste du IVe siècle. Il est connu dans l'histoire à travers les écrits de Saint Augustin.

## Biographie
Félicien est membre du mouvement donatiste, un groupe excommunié qui critiquait l’Église catholique romaine à la suite des effets de l’édit de Milan, lorsque le christianisme commençait à s’aligner étroitement avec le gouvernement romain. Félicien rejoignit un groupe dissident des Donatistes, appelé les Maximianistes, et en devint l’un des dirigeants. Ce groupe adoptait une ligne plus puritaine que celle des Donatistes.
Selon certaines sources catholiques, les Donatistes tentèrent sans succès de destituer Félicien de son siège épiscopal, puis eurent recours aux tribunaux impériaux pour le contraindre à revenir. On ne sait pas si cela est vrai ou si Félicien était simplement mal à l’aise avec l’extrémisme de la théologie maximianiste, mais lui-même et un autre dirigeant maximianiste, Prætextatus d’Assur, revinrent au sein du parti donatiste avec leurs congrégations respectives. Aucun d’eux ne fut rebaptisé, ce que leurs opposants dénoncèrent comme une hypocrisie.
Le rebaptême des fidèles déchus était une croyance fondamentale chez les Donatistes. Augustin écrivit une sévère condamnation de Félicien de Musti dans l’une de ses lettres (Lettre 86) et le désigna comme un exemple d’incohérence au sein du mouvement donatiste (Lettre 108),.
Le retour de Félicien marqua un moment décisif dans le déclin du mouvement maximianiste et le retour de nombreuses congrégations dans le giron des Donatistes. Ce retour fut aussi l’un des trois éléments centraux dans l’attaque d’Augustin contre les Donatistes.